# إدموند كوبر (سياسي)
إدموند كوبر (بالإنجليزية: Edmund Cooper)‏ هو محامي وسياسي أمريكي، ولد في 11 سبتمبر 1821 في الولايات المتحدة، وتوفي في 21 يوليو 1911. انتخب عضو مجلس النواب الأمريكي.